# Вех солодкокореневий
Вех солодкокореневий (Sium sisarum) — вид рослин з родини окружкових (Apiaceae), поширений у Європі, західній Азії.

## Опис
Дворічна рослина висотою 30–100 см. Стебло з повзучими підземними пагонами. Черешок без поперечних перегородок. Листки перисторозсічені, з 2–5 парами яйцевидно-ланцетних гострих часток, з яких кінцева більша, інші нерівнобокі, всі пильчато-зубчасті. Зонтики 3–5 см в діаметрі, з 10–15 променями. Зубці чашечки дуже короткі, дрібні. Плоди овальні, стиснуті з боків, ≈ 4 мм завдовжки. 

## Поширення
Поширений у південно-східній Європі, західній Азії.
В Україні зростає в сирих і болотистих місцях, на берегах річок і озер — на всій території, крім Карпат; ефіроолійна, отруйна рослина.